# Rubén DJ
Rubén Urrutia Rosario (nacido el 7 de mayo de 1967), más conocido como Rubén DJ, es una ex estrella del rap puertorriqueño que saltó a la fama a finales de los 80 con la exitosa canción "La Escuela" esta canción es considerada como una de las  primeras canciones del género y movimiento del Hip Hop Puertorriqueño que ayudo a identificarlo . Posteriormente se ha desempeñado como Empresario, Fotoperiodista y Cantante/Rapero debido qué a retomado su carrera musical.

## Carrera
Rubén se interesó por el baile y la música desde temprana edad. Cuando era un adolescente, comenzó a cantar en fiestas locales en los proyectos de vivienda Luis Lloréns Torres y Torres de Sabana. Cuando tenía 15 años, PepsiCo le hizo una oferta para cantar y bailar, pero su madre lo rechazó desde que era menor de edad.
Rubén trabajaba como un asador en un restaurante, llamado "Ponderosa". Cuando decidió llamar a X-100, una estación de radio local, para preguntarles si tocarían una de sus cintas. Cuando lo hicieron, la promotora Zaida Morales quedó impresionada y le ofreció un contrato de grabación. Rubén dejó entonces su trabajo y se dedicó por completo a la música. Dijo en una entrevista: "Renuncié a mi trabajo, tuve problemas en casa, pasé seis meses promocionando en todo Puerto Rico con la misma gorra, el mismo pantalón; perdí mi auto. Era difícil."
El álbum de Rubén DJ fue producido por el mismo artista para la casa disquera whf record siendo el primer álbum catalogado como música Rap. Lanzado en 1989, y la canción "La Escuela" se convirtió en un éxito instantáneo en Puerto Rico. En este momento, la música de rap se estaba volviendo popular en la isla y la canción de Rubén, junto con Vico C, Brewley MC y otros, se considera entre las más influyentes para el género. "La Escuela" fue una canción motivadora que animó a los niños a permanecer en la escuela, lo que amplió su atractivo para el público en general.
El mismo Rubén DJ se convirtió en una celebridad en Puerto Rico, apareciendo en las portadas de revistas, programas de televisión y periódicos. Realizó una gira por toda América Latina y Estados Unidos con "La Escuela", y tuvo la oportunidad de presentar para cantar en España y otros puntos de Europa. Fue nominado mejor artista de rap del Año en los Premios Lo Nuestro de 1993.
Con el tiempo, la fama de Rubén DJ comenzó a declinar. Aunque tuvo otros éxitos, como "Ponte el sombrero", Si te gusta el hueso, El Alcohol, Feliz Navidad, La más que se menea, Oye Latina, PR Feliz Navidad y otras canciones.
A fines de los años 90, Rubén presentó un segmento musical en el Show del Mediodía de Telemundo.
Rubén decidió ir a la universidad, y se graduó de Sistemas de Información. Después de fundar su propia compañía, fue contratado por el periódico local El Nuevo Día para trabajar como camarógrafo. En 2010, Urrutia grabó un documental llamado Taíno Vive en el que visita comunidades de personas que siguen el estilo de vida del pueblo taíno. Ese mismo año, recibió una mención honorífica en el Certamen de Fotoperiodismo de la Asociación de Maestros de Puerto Rico.
Según una entrevista, Rubén planea volver a grabar.

## Discografía
Álbumes de estudio
- 1991: Sin pensarlo
- 1992: Todo movido
- 1993: Sigue aprendiendo con Ruben DJ
- 1994: Dame d' eso
- 1995: Planeta plátano
- 2002: Las nuevas tablas de multiplicar de Ruben DJ

EP
- 1989: La escuela
- 1990: Siempre diferente
- 1990: El alcohol

Álbumes especiales y recopilatorios
- 1997: Callejero: Escuchalo
- 2002: 87-02: La historia se repite
- 2015: Grandes éxitos